# Abraxas tatsienlua
Abraxas tatsienlua là một loài bướm đêm trong họ Geometridae.